# مارك موريسون (مغني)
مارك موريسون (بالإنجليزية: Mark Morrison)‏ هو مغني بريطاني، ولد في 3 مايو 1972 في هانوفر في ألمانيا.

## وصلات خارجية
- الموقع الرسمي
- مارك موريسون على موقع IMDb (الإنجليزية)
- مارك موريسون على موقع ميوزك برينز (الإنجليزية)
- مارك موريسون على موقع أول ميوزيك (الإنجليزية)
- مارك موريسون على موقع ديسكوغز (الإنجليزية)